# Otto Walper

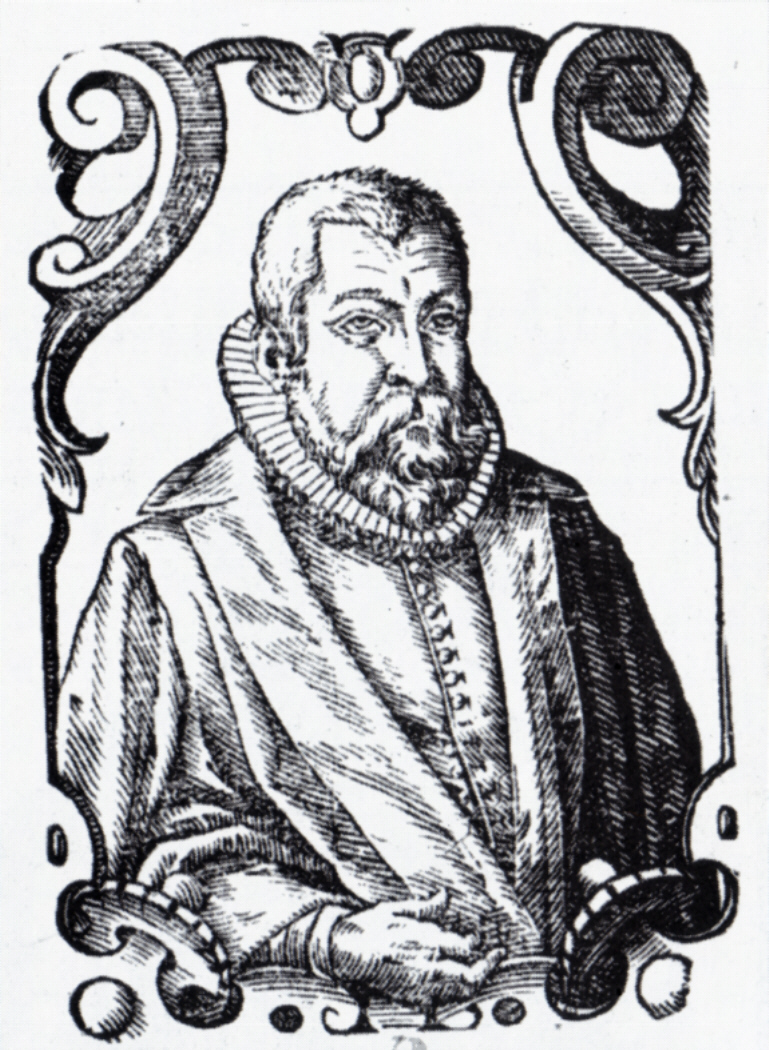
Otto Walper, porträtiert von Wilhelm Dilich, 1620

Otto Walper (auch latinisiert Otho Gual(t)perius, * 1. Januar 1543 in Rotenburg an der Fulda; † 28. Dezember 1624 in Lübeck) war ein deutscher Philologe und Theologe.

## Leben
Otto Walper studierte seit 1567 an der Universität Marburg bis zum Magisterexamen und wurde an der Universität Basel zum Doktor der Theologie promoviert. Er nahm 1581 die Professur für Griechisch in Marburg an, 1584 bekam er zusätzlich die Professur für Hebräisch. Der Landesfürst Wilhelm von Hessen-Kassel war sein Gönner. Mit dem Konfessionswechsel zum Calvinismus durch dessen Sohn Moritz war Walper  dagegen nicht einverstanden. Als Professor der Landesuniversität Marburg hätte er ebenfalls diese Konfession annehmen müssen. Er verließ daher Hessen-Kassel und wurde 1593 Rektor des Katharineums zu Lübeck. Dieses Amt übte er bis 1613 aus.
Walper verfasste als Professor in Marburg unter anderem zwei Grammatiken für den Sprachunterricht in Griechischen und Hebräisch. Die Griechischgrammatik erlebte mehrere Auflagen bis ins 18. Jahrhundert und war als Schulgrammatik weit verbreitet. Seine hebräische Grammatik war eines der ersten von einem Christen verfassten Lehrbücher dieser Sprache.
Wohl kurz nach 1600 begann er, die Pergament-Codices der ehemaligen Klosterbibliothek des Katharinenklosters zu verkaufen, und schaffte aus dem Erlös Werke für das Kollegium der Schule, Bibelausgaben und Klassiker, an. Diese gehören zum Gründungsbestand der 1616 unter seinem Nachfolger Johann Kirchmann gegründeten Stadtbibliothek Lübeck.
Walper war verheiratet mit Zeitlose Orth und hatte mit ihr zwei Kinder, eine Tochter und einen Sohn Ägidius Konrad, der Superintendent in Jever wurde.

## Schriften
- De Dialectis Graecae linguae praecipuis, Attica, Ionica, Dorica, Aeolica, et coronidis vice nonnulla de proprietate poetica, Spieß, Frankfurt am Main 1589 (über griechische Dialekte)
- Grammatica linguae sanctae, per quaestiones & responsiones duobus libris comprehensa: quorum prior etymologiae: posterior syntaxeos doctrinam cont, Selfisch, Witteberg 1590 (Grammatik des Hebräischen)
- Grammatica Graeca: Ex optimis quibusque autoribus, in usum Academiae Marpurgensis, ceterarumque Scholarum Hussiacarum, per quaestiones & Responsiones concinnata, Egenolff, Marburg 1590 (Griechische Grammatik)
- Dissertatio de incarnatione filii Dei, Johann Balhorn, Lübeck 1595
- Synkrisis sive comparatio logica, utriusque familiae logicae, Romeae scilicet et Aristotelicae, Reusner, Rostock 1599 (Vergleich römischer und aristotelischer Logik)
- Sylloge Vocum Exoticarum, H. E. Hebræarum, Syro-chaldaicarum, Persicarum, Latinarum, & Latinis respondentium, Quae habetur in contextu Græco Testamenti Novi : Cum Interpretatione Etymologica, & rerum utilium adhaerentium commonefactione, Auctore Othone Gualtperio, Selfisch/Henckel, Wittenberg 1608 (über Hebräische, chaldäische, persische und lateinische Worte im Griechisch des Neuen Testaments)